# Rotes Haus (Seelbach)
Das Rote Haus ist ein Veranstaltungsort und Kulturverein in Seelbach.
Das Rote Haus befindet sich in Seelbach bei Flammersfeld (Westerwald). Das Gebäude wurde als Gasthof zum Bahnhof etwa 1912 erbaut und war bis 1977 Pension in Familienbesitz, danach als Gaststätte bis 1980 verpachtet. 1981 wurde es von einer Gruppe von Privatpersonen gekauft und zunächst für zehn Jahre, also bis 1991, als Tagungshaus genutzt. Seitdem ist es ein Wohnhaus für eine Hausgemeinschaft. Gleichzeitig wurde der Verein Das Rote Haus e.V. gegründet, der im Saal und in der Gaststätte eine Kulturstätte mit einem Kleinkunstprogramm eingerichtet hat. Aufgetreten sind unter anderem Ulrich Roski, Heinrich Pachl, Jürgen Becker, Gaby Köster, Norbert Alich und Gernot Voltz.